# RT-2PM Topol

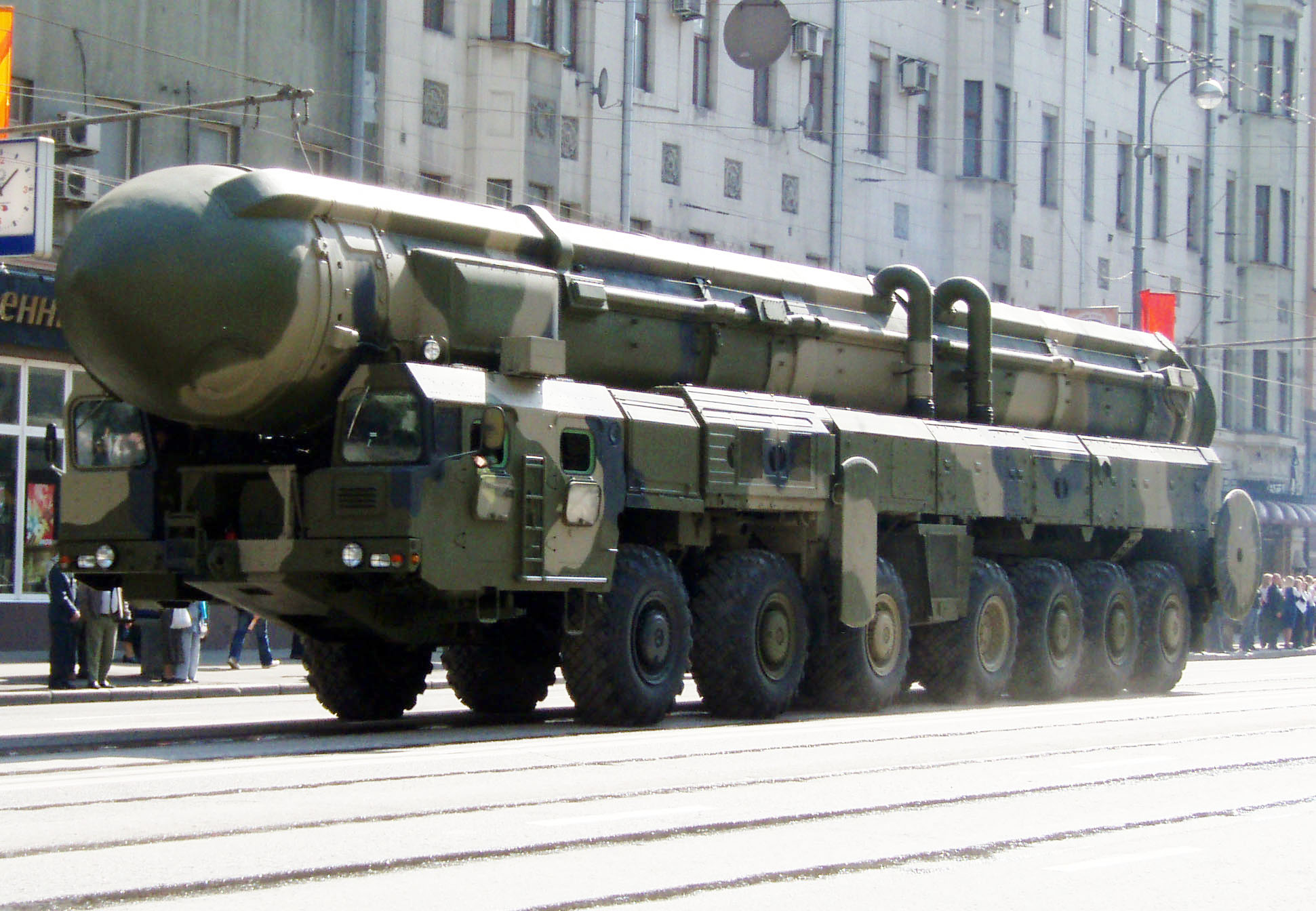
Um lançador móvel Topol na parada de aniversário do Dia da vitória em Moscou, 2008.

O RT-2PM Topol russo РТ-2ПМ Тополь que significa Popular; código OTAN SS-25 Sickle; designação GRAU: 15Ж58 ("15Zh58"); outras designações: RS-12M Topol), é um ICBM móvel, projetado na antiga União Soviética permanecendo em serviço e ainda sendo desenvolvido na Rússia dos dias de hoje.
Mísseis Topol entraram em operação a partir de 1985, sendo o primeiro ICBM terrestre móvel russo. Cada míssil carrega uma única ogiva de 550 quilotons, e sua pontaria, segundo fontes ocidentais, seria de 150 - 250 metros.